# Markéta Fröhlichová
Markéta Fröhlichová (* 21. prosince 1975) je česká politička a bývalá policistka, od roku 2016 starostka obce Krušovice na Rakovnicku.

## Život
V letech 1990 až 1994 vystudovala obor pěstitel-chovatel na Střední zemědělské škole Rakovník a v letech 1994 až 1995 pak ještě Střední policejní školu Praha. Mezi lety 1994 až 2005 pracovala u Policie ČR, konkrétně na Dopravním inspektorátu Rakovník, na Obvodním oddělení Hořesedly, kde vykonávala hlídkovou činnost, přestupkové a správní řízení.
V letech 2005 až 2007 byla zaměstnána jako obsluha fast foodu. Následně pak v letech 2007 až 2016 působila u Městské police Kladno, kde pracovala jako pochůzkář, zástupce velitele směny a tisková mluvčí.
Markéta Fröhlichová žije v obci Krušovice na Rakovnicku. V letech 2009 až 2019 byla starostkou Sboru dobrovolných hasičů Krušovice a od roku 2016 je členkou Komise pro bezpečnost a IZS Středočeského kraje.

## Politické působení
V komunálních volbách v roce 2002 kandidovala jako nestraník za ODS do Zastupitelstva obce Krušovice, ale neuspěla. Nicméně byla zvolena první náhradnicí a po rezignaci stranické kolegyně se ještě téhož roku stala řádnou zastupitelkou. Ve volbách v letech 2006 a 2010 mandát obhájila, a to opět jako nestraník za ODS. Ve volbách v roce 2014 pak uspěla jako nezávislá na kandidátce subjektu „HNUTÍ KRUŠOVICKÝCH NESTRANÍKŮ“.
V září 2016 rezignovala na funkci dosavadní starostka a Fröhlichová byla dne 15. září 2016 zvolena novou starostkou obce Krušovice. Ve volbách v roce 2018 opět obhájila mandát zastupitelky, když jako nestraník za hnutí STAN vedla kandidátku subjektu „HNUTÍ KRUŠOVICKÝCH NESTRANÍKŮ“, a na konci října 2018 se stala po druhé starostkou obce.
V krajských volbách v roce 2016 kandidovala jako nestraník za hnutí STAN do Zastupitelstva Středočeského kraje, ale neuspěla.
Ve volbách do Senátu PČR v roce 2020 kandiduje jako nestraník za hnutí STAN v obvodu č. 30 – Kladno. Se ziskem 8,23 % hlasů skončila na 7. místě a do druhého kola nepostoupila.